# Джунеджо, Мухаммад Хан
Мухаммад Хан Джунеджо (урду جونیجو‎), (синдхи محمد خان), родился 18 августа 1932 года. Был двенадцатым премьер-министром Пакистана. Умер в 1993 году после продолжительной болезни.

## Биография
Мухаммад Хан Джунеджо родился в городе Синдхри провинции Синд в 1932 году. Джунеджо начал свою политическую карьеру в Пакистане в 21 год, после того как закончил сельскохозяйственный университет в Великобритании. В 1962 году он был избран членом Провинциальной Ассамблеи Западного Пакистана. В июле 1963 года он был назначен министром здравоохранения в Западном Пакистане. В период с 1985 по 1988 год Мухаммад был премьер-министром Пакистана. В 1990 году он стал членом Национального собрания Пакистана. Умер спустя три года от тяжёлой болезни и был похоронен в городе Исламабад.